# Edward Kocząb
Edward Kocząb (ur. 2 sierpnia 1928 w Krynicy, zm. 17 września 2002 w Płocku) – polski hokeista, olimpijczyk.
Grał na pozycji bramkarza. Był zawodnikiem KTH Krynica (1946–1951) oraz Legii Warszawa (1952–1964). Jedenaście razy zdobywał tytuł mistrza Polski (1950, 1952–1957, 1959, 1961, 1963, 1964).
Wystąpił w reprezentacji Polski 36 razy. Był uczestnikiem olimpiady w Cortinie d’Ampezzo 1956 (8. miejsce), mistrzostw świata grupy „A” w 1955 (7. miejsce), a także mistrzostw Europy w 1955 (5. miejsce) i 1956 (6. miejsce).